# Pont-du-Château

Pont-du-Château este o comună franceză, situată în departamentul Puy-de-Dôme și în regiunea Auvergne. Pont-du-Château face parte din aglomerația urbană a Clermont-Ferrand.

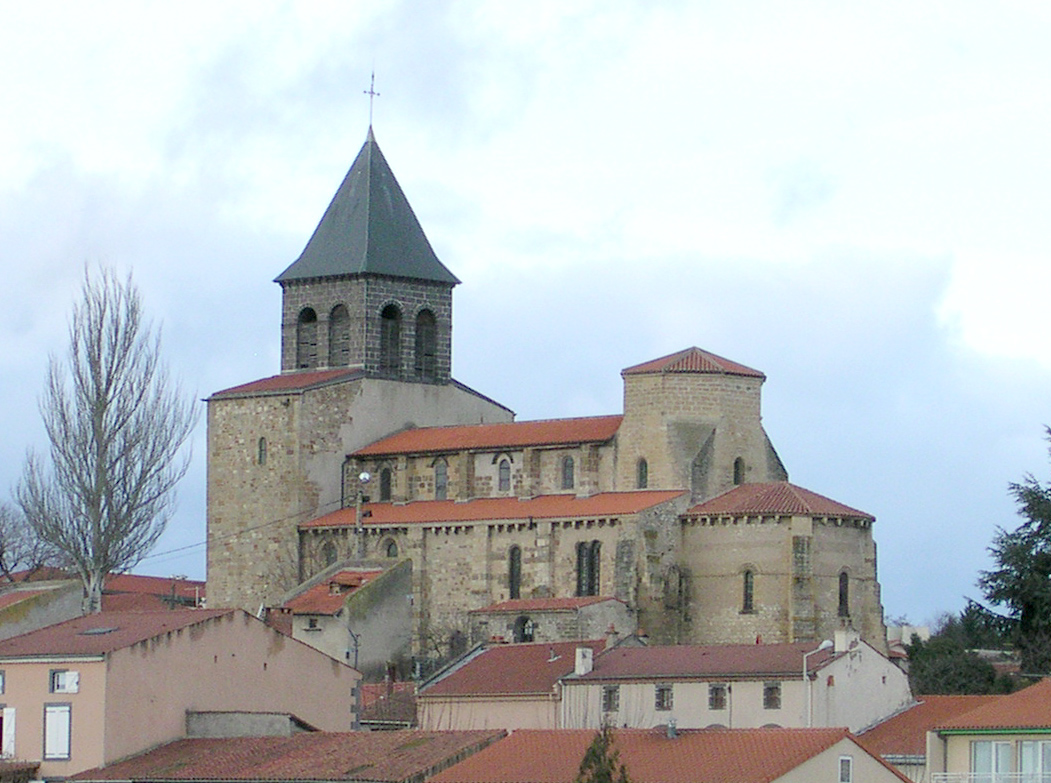
Biserica „Sainte-Martine” din Pont-du-Château

## Geografie

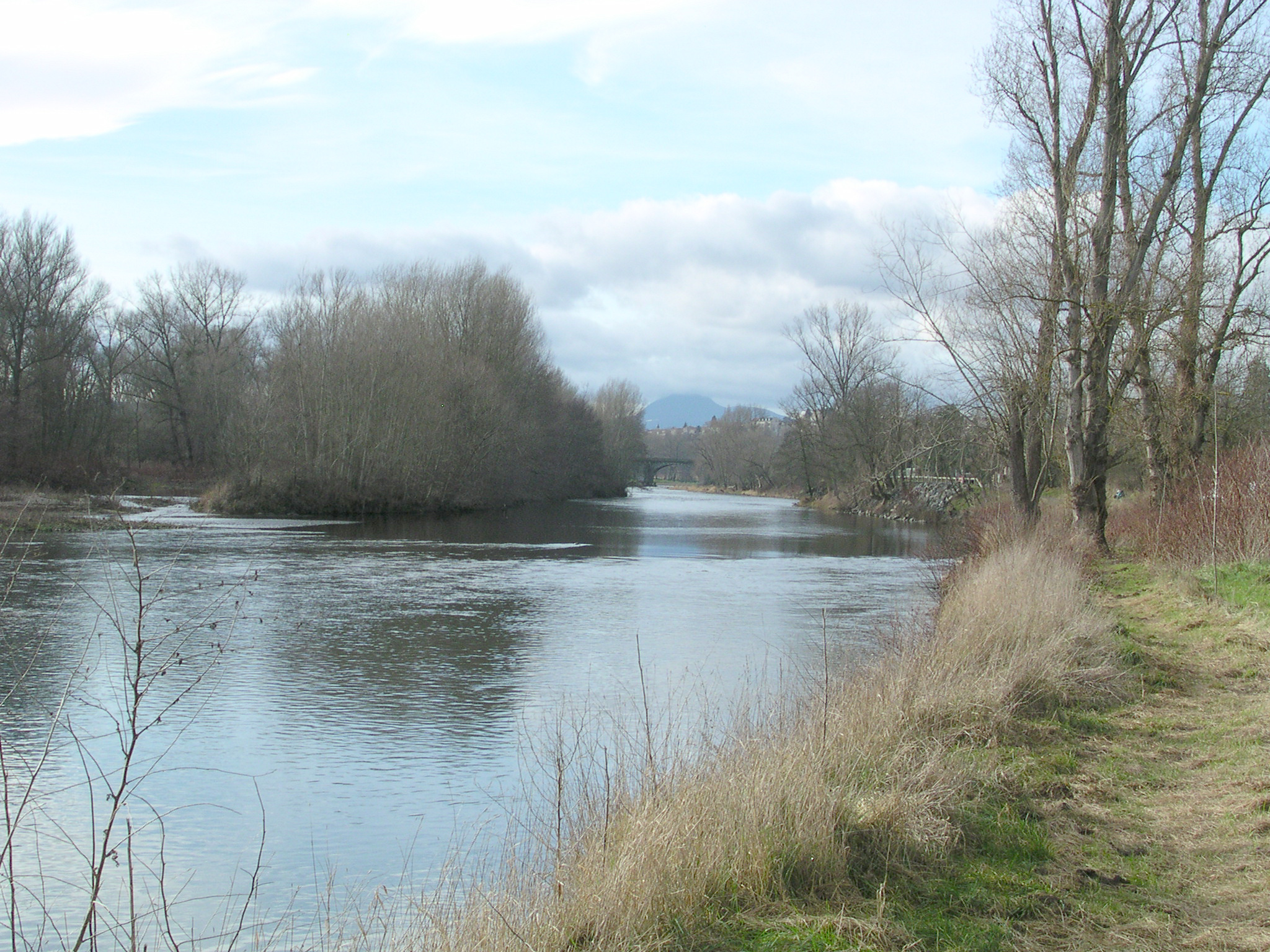
Râul Allier, în aval de Pont-du-Château

Situat la 14 km la est de Clermont-Ferrand, pe râul Allier și deservit de drumul departamental 2089 (fostul drum național francez 89) și autostrada A711, orașul este situat la câțiva kilometri de aeroportul Clermont-Ferrand Auvergne. Pont-du-Château totodată aproape de parcul natural regional al vulcanilor din Auvergne și de Clermont-Ferrand, între natură și metropolă.
Orașul se bucură astfel de un sit privilegiat și de o creștere semnificativă a populației sale.

## Istorie

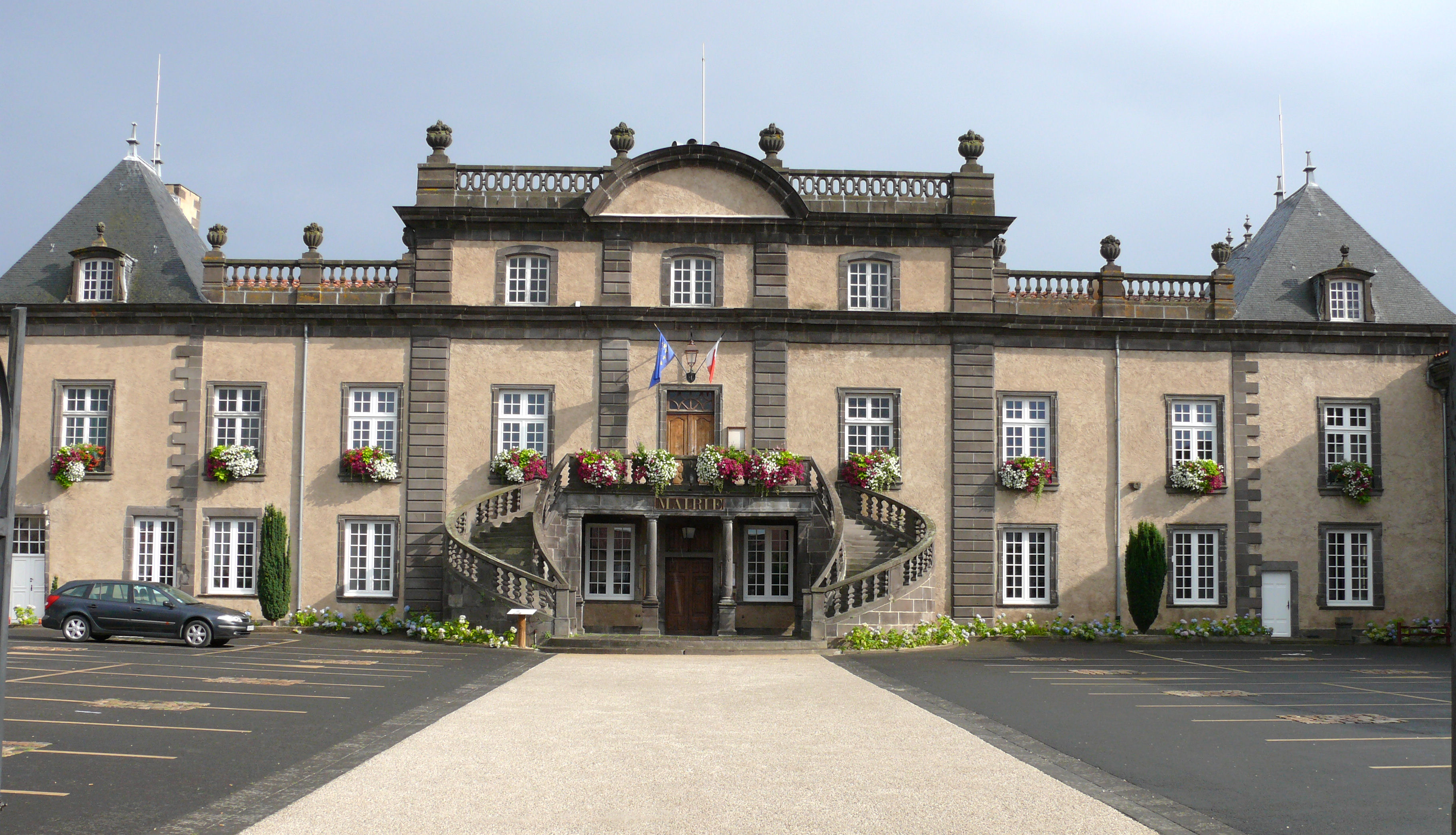
Castelul şi Primăria

Pont-du-Château  este un oraș cu un bogat trecut istoric: a fost un oraș major al comerțului fluvial de-a lungul râului Allier, în secolele trecute, a fost cel mai important port al Clermont-Ferrand: lemn, huilă, vin, piatră Volvic tranzitau prin cheiurile sale. Anexele castelului familiei de Montboissier-Beaufort-Canilhac, adăpostesc astăzi Muzeul Pierre-Mondanel al vechiului șaland de pe Allier și de pe Dore, care face să retrăiască interesanta istorie a acestei navigații.

## Școli și servicii pentru tineret
Orașul Pont-du-Château are numeroase școli și structuri perișcolare. 2400 de elevi frecventează școlile primare, colegiile și liceele din localitate.
Orașul numără patru școli primare și grădinițe:
- Școala René Cassin
- Școala „Jean Alix”
- Școala „Le parc”
- Școala privată Saint-Joseph (Sf. Iosif)

Orașul adăpostește, de asemenea, două colegii:
- Colegiul Mortaix
- Colegiul privat St. Joseph

Un liceu profesional este situat la Pont-du-Château, Liceul de Învățământ Profesional „Pierre Boulanger”, orientat îndeosebi spre meseriile transportului și ale logisticii; liceul dispune și de un pensionat. Apropierea de orașul Clermont-Ferrand, pol universitar major, permite studenților castelpontini accesul la două universități și la mai multe școli superioare.
Elevii diferitelor instituții școlare din Pont-du-Château au la dispoziție mai multe servicii extra-școlare, ca restaurante școlare, cămine de zi pentru copii preșcolari, transport școlar. Există, de asemenea, mai multe centre de petrecere a timpului liber, care sunt finanțate în parte de comună, precum și o Casă a micii copilării „Françoise Dolto”.

## Locuri și monumente

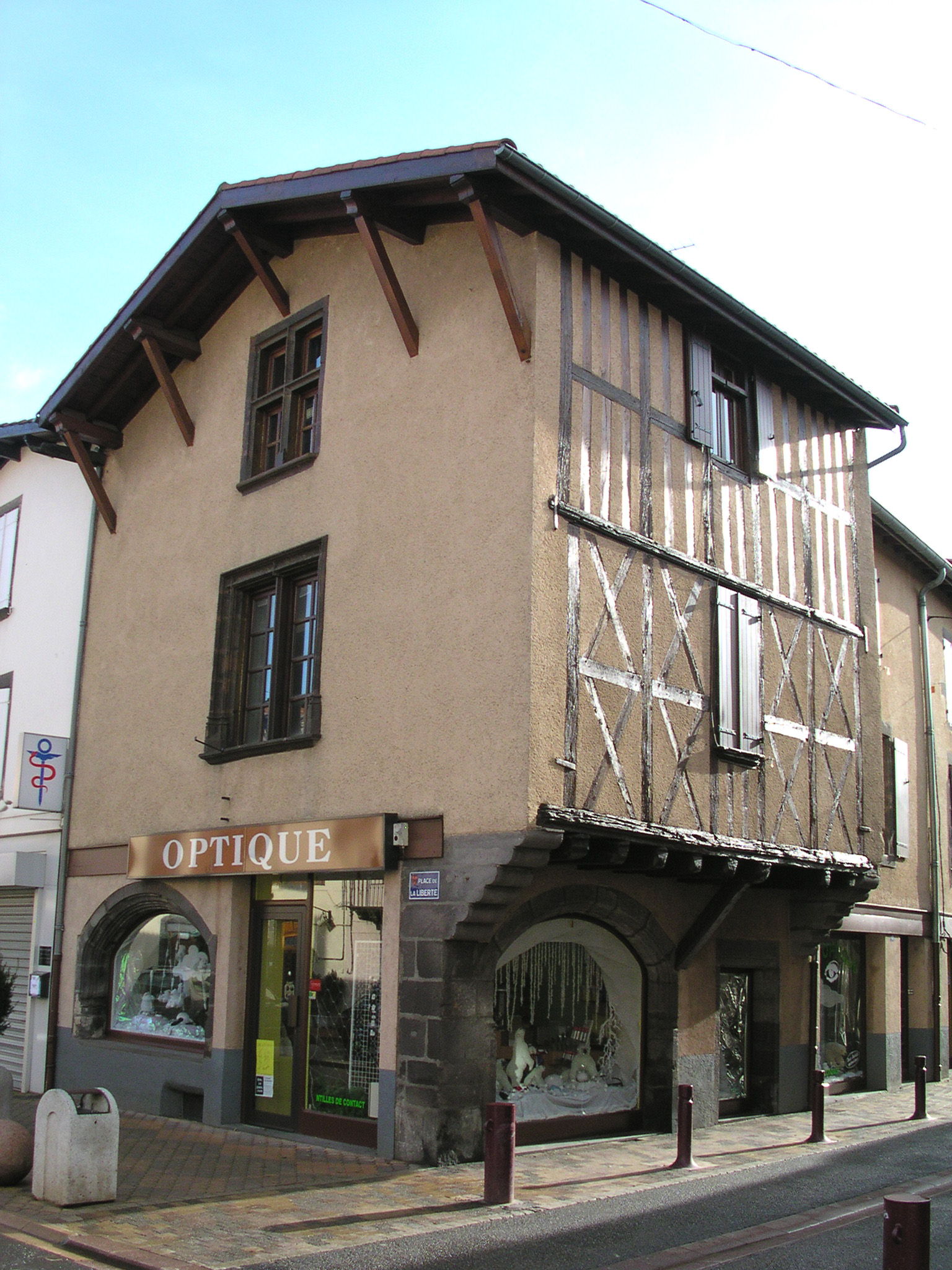
Casă cu paiantă, în centrul oraşului Pont-du-Château

- Castel din secolul al XVII-lea al familiei Montboissier Beaufort Canilhac, devenit primărie și alte situri clasate în inventarul Monumentelor istorice ale Franței.
- Case cu paiantă din secolul al XVI-lea
- Biserica „Sainte-Martine” (secolele XII - XVI - XIX)
- Capela lui Paulliat
- Musée Pierre-Mondanel al șalandului

## Personalități
- Alain Rey, lingvist și lexicograf francez, s-a născut la Pont-du-Château, la 30 august 1928.

## Înfrățiri
- Sainte-Marie[12] (Québec, Canada)